# Kreuzerkorvette

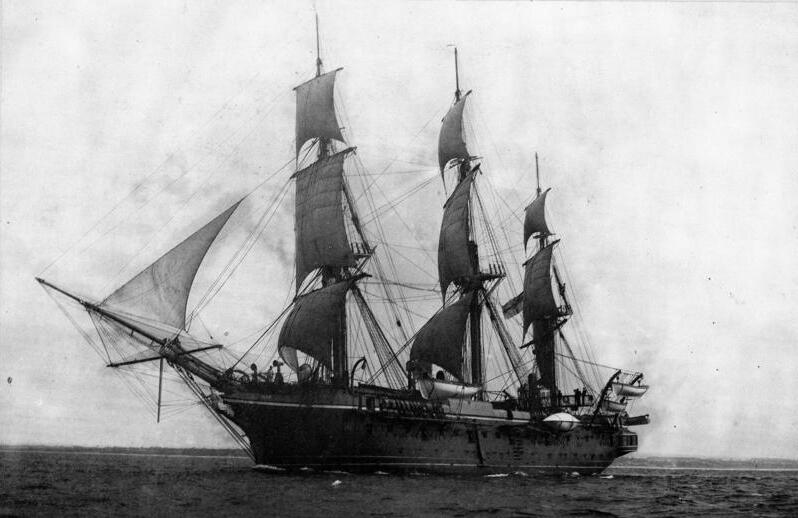
Kreuzerkorvette (Schulschiff) Nixe, 1892

Kreuzerkorvette war von 1884 bis 1893 eine offizielle Typbezeichnung für bestimmte Kriegsschiffe in der deutschen Kaiserlichen Marine. Die so klassifizierten Schiffe unterschieden sich auf Grund der raschen technischen Entwicklung stark voneinander. Gemeinsam war ihnen, dass sie für das Aufgabenprofil eines Kreuzers entworfen waren.

## Klassifizierung
Die 1884 zu Kreuzerkorvetten umklassifizierten Schiffe waren zuvor als Glattdeckskorvetten bezeichnet worden. Weiterhin wurde die Bezeichnung Ungedeckte Korvette verwendet.
Es handelte sich dabei um ungepanzerte Dreimast-Vollschiffe oder -Barks mit zusätzlichem Dampfantrieb, die eine Wasserverdrängung zwischen 1.200 und 2.600 Tonnen hatten. Ihre aus Ringkanonen bestehende Bewaffnung stand in der Art einer Korvette auf nur einem einzelnen Batteriedeck hinter Stückpforten auf beiden Seiten des Oberdecks. Insgesamt ähnelten diese Schiffe noch stark den Korvetten der Segelschiffszeit.
Die beiden Kreuzerkorvetten der Irene-Klasse von 1887 hingegen waren deutlich größere und modernere Schiffe ohne Segeltakelage. Die Geschütze waren drehbar in Schwalbennestern aufgestellt, und als erste deutsche Kreuzer erhielten die Schiffe ein Panzerdeck; technisch sind sie somit als Geschützte Kreuzer einzuordnen. Als letzte Kreuzerkorvette wurde die ähnliche Kaiserin Augusta entworfen.
1893 wurden die noch vorhandenen ehemaligen Glattdeckskorvetten zu Kreuzern III. Klasse erneut umklassifiziert. Die neuen Kreuzerkorvetten wurden als Kreuzer II. Klasse bezeichnet. 1899 wurden alle noch vorhandenen Schiffe als Kleine Kreuzer klassifiziert, ausgenommen die Kaiserin Augusta, die als Großer Kreuzer eingestuft wurde.

## Klassen
Die Kaiserliche Marine stellte insgesamt drei Klassen von Glattdeckskorvetten bzw. Kreuzerkorvetten in Dienst:
- Ariadne-Klasse: Ariadne, Luise, Freya
- Carola-Klasse: Carola, Marie, Olga, Sophie
- Irene-Klasse: Irene, Prinzeß Wilhelm

## Einzelschiffe
Weiterhin stellte die Kaiserliche Marine noch eine weitere Kreuzerkorvette als Einzelschiff in Dienst:
- Nixe